# Arena Kombëtare
Az Arena Kombëtare az albán labdarúgó-válogatott stadionja, ami a lebontott Qemal Stafa Stadion helyén épült 2016 és 2019 között. A stadion befogadóképessége 22500 fő, és így Albánia legnagyobb stadionja. A stadionban rendezték a 2022-es UEFA Európa Konferencia Liga-döntőt.

## Története
Az Arena Kombëtare helyén eredetileg a Qemal Stafa Stadion állt, amely 2015-ös lebontásáig szolgált az albán labdarúgó-válogatott, valamint a Dinamo Tirana és a Partizani Tirana stadionjaként. A stadion építése 2016 nyarán kezdődött és 2019 őszére lett kész. Az első mérkőzés a stadionban egy Albánia–Franciaország (0:2) Európa-bajnoki selejtezőmérkőzés volt 2019. november 17-én. 2022. május 25-én itt rendezték az UEFA Európa Konferencia Liga-döntőt az olasz AS Roma és a holland Feyenoord (1:0) csapatai között.

## Mérföldkövek
Nyitómérkőzés
| 2019. november 17. 20:45 CET |

| Albánia | 0–2             | Franciaország            |
| ------- | --------------- | ------------------------ |
|         | (0–2) Részletek | Tolisso 9' Griezmann 30' |

| Nézőszám: 19 228 Játékvezető: Slavko Vinčić (szlovén) |

Nemzetközi kupadöntők
| 2022. május 25. 21:00 CET |

| Roma        | 1–0                         | Feyenoord |
| ----------- | --------------------------- | --------- |
| Zaniolo 32' | (1–0) Jegyzőkönyv Részletek |           |

| Nézőszám: 19 597 Játékvezető: Kovács István (román) |